# لاسلو أور
لاسلو أور (بالمجرية: Ur László)‏ هو لاعب كرة قدم مجري في مركز الدفاع، ولد في 5 مارس 1988 في نيرغهازا في المجر. لعب مع Kaposvári Rákóczi FC ‏.

## وصلات خارجية
- لاسلو أور على موقع اتحاد المجر (الهنغارية)
- لاسلو أور على موقع قاعدة بيانات كرة القدم.إي يو (الإنجليزية)
- لاسلو أور على موقع Soccerway.com (الإنجليزية)